# Ruhullá Ajúndov
Ruhullá Ajúndov (en azerí: Ruhulla Əli oğlu Axundov, en ruso: Рухулла Али оглы Ахундов) (Shuvalán, Gobernación de Bakú, Imperio Ruso, 1 de enero de 1897-Yúzhnoye Bútovo, Moscú, Unión Soviética, 21 de abril de 1938) fue un político soviético, líder del Partido Comunista de la RSS de Azerbaiyán entre 1925 y 1926, durante el liderazgo de Iósif Stalin en la Unión Soviética.

## Biografía

### Primeros años
Ruhullá Ajúndov nació el 1 de enero de 1897 en el pueblo de Shuvelany, en la familia de un maestro. Estudió en una madrasa (escuela islámica). Hablaba varios idiomas orientales y occidentales. Desde 1916, Ajúndov trabajó en una imprenta. En 1917  fue miembro de un grupo de socialrevolucionarios de izquierda azerbaiyanos. En 1918 fue editor del periódico Izvestia del Consejo de Bakú, y en 1919, del periódico bolchevique ilegal azerbaiyano Kommunist. En el mismo año se afilió al Partido Comunista. Después del establecimiento definitivo del poder soviético en Azerbaiyán, se convirtió en el jefe del departamento de trabajo en las aldeas del Comité Central del Partido Comunista de la República Socialista Soviética de Azerbaiyán, también fue editor del periódico "Kommunist", y otras publicaciones periódicas. 

### Carrera política
En el período de 1924 a 1930, Ajúndov, además de ocupar el cargo de secretario general del Comité Central del Partido Comunista de la RSS de Azerbaiyán, también se desempeñó como director de Azerneshra (una editorial estatal de libros), y como el Comisario del Pueblo de Educación de la República Socialista Soviética de Azerbaiyán. Fue criticado por ser miembro del "bloque trotskista-bujarinista". Admitió errores.
En 1930, Ruhullá Ajundov fue elegido secretario del Comité Regional de Transcaucasia del PCUS (b). Delegado de los 10-17 Congresos del Partido, el 2º Congreso de la Internacional Comunista . Los últimos años de su vida trabajó en el Instituto de Historia del Partido del Comité Central del Partido Comunista, jefe del departamento de asuntos artísticos del Consejo de Comisarios del Pueblo de la República Socialista Soviética de Azerbaiyán, participó en la organización y gestión de la rama de Azerbaiyán de la Academia de Ciencias de la URSS. Uno de los primeros traductores de las obras de Karl Marx, Friedrich Engels y Lenin al idioma azerí. Fue autor de varias obras sobre historia, arte y literatura, así como editor de los de dos volúmenes del Diccionario de Rusia y Azerbaiyán (1928 -1929).
En la década de 1930, fue miembro del consejo editorial de la revista Revolución y Nacionalidades.

### Arresto y ejecución
En 1938 fue detenido acusado de «participación en actividades terroristas» y condenado a muerte por fusilamiento por un tribunal militar. Fue ejecutado el 21 de abril de 1938 en el campo de tiro de Bútovo, en los alrededores de Moscú. En 1959 fue rehabilitado póstumamente por el Colegio Militar de la Corte Suprema de la URSS.